# Пернумија
Пернумија (итал. Pernumia) је насеље у Италији у округу Падова, региону Венето.
Према процени из 2011. у насељу је живело 2339 становника. Насеље се налази на надморској висини од 7 м.

## Становништво
Према резултатима пописа становништва 2011. у општини је живело 3.915 становника.
| 1931. | 1936. | 1951. | 1961. | 1971. | 1981. | 1991. | 2001. | 2011. |
| ----- | ----- | ----- | ----- | ----- | ----- | ----- | ----- | ----- |
| 3.947 | 4.077 | 4.230 | 3.468 | 3.305 | 3.436 | 3.634 | 3.717 | 3.915 |